# 4421 Kayor
4421 Kayor este un asteroid din centura principală, descoperit pe 14 ianuarie 1942 de Karl Reinmuth.